# 阮文追

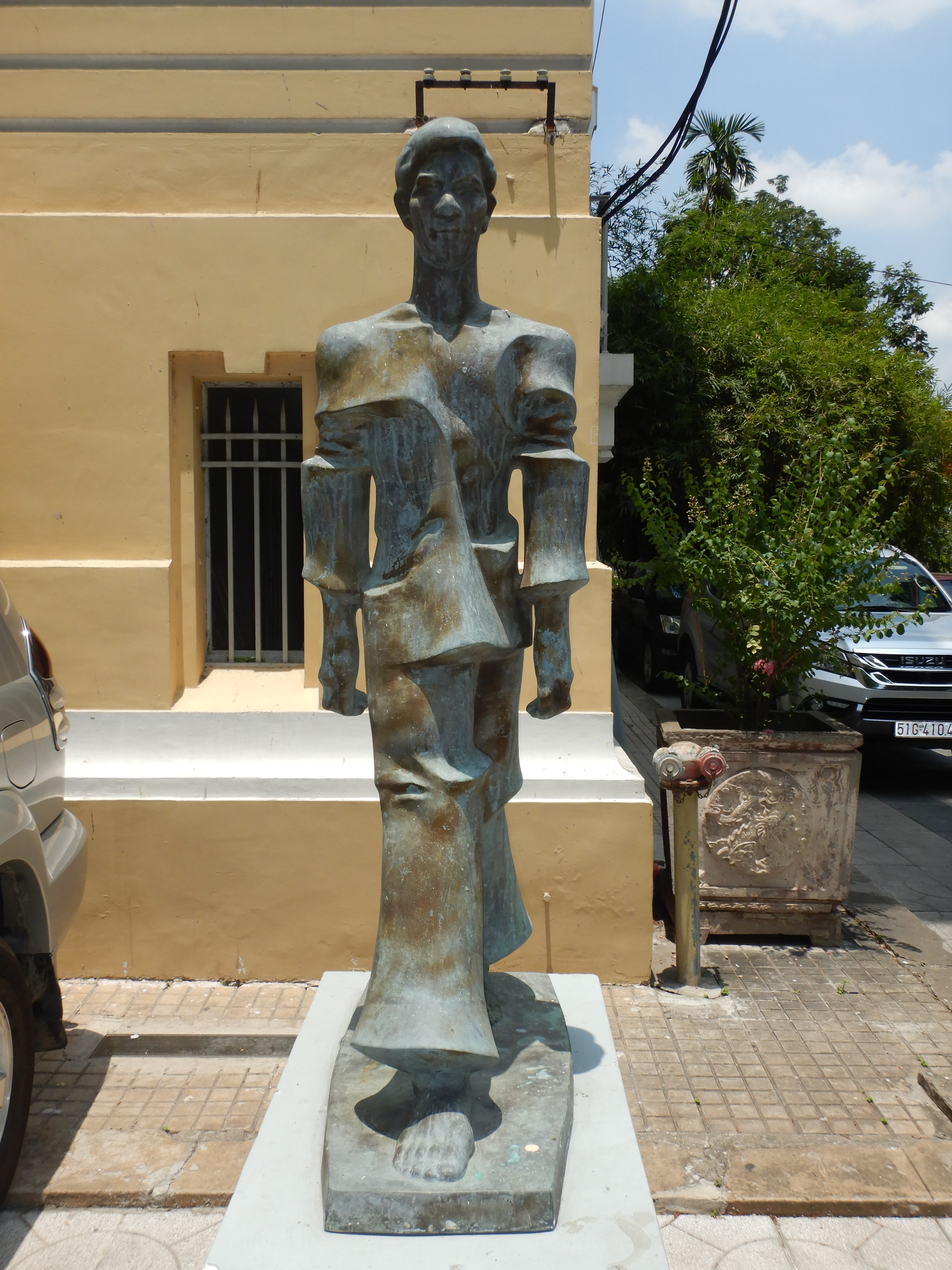
Nguyễn Văn Trỗi

阮文追（1940年2月1日—1964年10月15日）是一名越南英雄，因試圖趁當時的美國國防部長羅伯特·麥克納馬拉和新任美國駐越南大使小亨利·卡伯特·洛奇於1963年5月訪問南越時進行暗殺而被捕。

## 處決
阮文追被處死時年僅24歲。他曾一度獲得緩刑，因為有個委內瑞拉的革命組織綁架美國空軍中校麥可·史摩倫（Michael Smolen），以人質威脅美國不得處死阮文追。但之後人質被释放，阮文追也被處死。
阮文追是第一個被公開處決的越共成員，他的行刑過程都被拍攝下來。阮文追一直都臨死前都還在反抗，他對攝影記者說：「你是記者，你必須知道到底發生了什麼事。美國人侵犯我們的國家，用飛機和炸彈殺害我們的人民……我沒有違背我的同胞的意願，我的行動是針對美國人而來的。」當牧師想請求神赦免他的罪時，他拒絕了：「我沒有犯罪，有罪的是美國人。」他也拒絕戴上眼罩，堅持要「看著母國大地」。
他的最後一句遺言是：「越南萬歲！」

## 影響
在西方各國，直到麥可·史摩倫綁架案發生前，阮文追的知名度都很有限。在社会主義國家，阮文追卻是榮譽的名字，甚至在西方的極左派團體如地下氣象員間也是大為知名。
阮文追死後被北越尊為烈士。1965年10月15日，北越發行的新郵票放的就是阮文追的肖像。他成為北越的民族英雄，名字被用來命名大學和學術獎項。如今大多數的越南城市都有一條以阮文追為名的街道，而胡志明市那條當年阮文追暗殺麥克納馬拉等人未遂的街道則被命名為「阮文追大道」。在峴港市也有一座跨越瀚江的大橋以他為名。
在越南以外也有國家紀念阮文追，其中加勒比海上的社会主義島國古巴紀念最多。關塔那摩一座有14,000個座位的公共體育場以阮文追為名；他的銅像矗立在首都哈瓦那的阮文追公園裡，其位置位于何塞·马蒂国际机场1号航站楼对面；另外還有學校和醫院以他的名字命名。西方世界也有人紀念他，例如反戰影星珍·芳達就將他和第二任丈夫湯姆·海登所生的兒子，特羅伊·格雷提以阮文追的名（Trỗi）命名。